# Ton Vrolijk
Ton Vrolijk (La Haia, 9 de febrer de 1958) va ser un ciclista neerlandès, que s'especialitzà en el ciclisme en pista. Del seu palmarès destaquen diferents campionats nacionals, i una medalla de bronze al Campionat del món en Tàndem de 1982.

## Palmarès
- 1980
  -  Campió dels Països Baixos en Tàndem (amb Laurens Veldt)
- 1982
  -  Campió dels Països Baixos en Tàndem (amb Sjaak Pieters)
- 1983
  -  Campió dels Països Baixos en Tàndem (amb Sjaak Pieters)
- 1984
  -  Campió dels Països Baixos en Tàndem (amb Sjaak Pieters)